# Boulengerula denhardti
Boulengerula denhardti là một loài lưỡng cư thuộc họ Caeciliidae.
Đây là loài đặc hữu của Kenya.
Môi trường sống tự nhiên của chúng là rừng ẩm vùng đất thấp nhiệt đới hoặc cận nhiệt đới và rừng thoái hóa nghiêm trọng.
Chúng hiện đang bị đe dọa vì mất môi trường sống.